# Torneo Apertura 2014 Liga de Ascenso (El Salvador)
El Torneo Apertura 2005 fue un torneo corto de un campeonato Apertura y Clausura, que se juega en la Liga de Ascenso de El Salvador.El equipo defensor del título del Clausura 2014 será el Once Lobos.

## Ascenso  y  descenso
| Pos | Descendido de Primera División 2013/14 |
| --- | -------------------------------------- |
| 10º | L.A. Firpo                             |

| Pos | Ascendido de la Segunda División 2013/14 |
| --- | ---------------------------------------- |
| 1º  | Pasaquina FC                             |

## Equipos participantes
Grupo A
| Clubes - Temporada 2014/15 |              |                                |
| Equipo                     | Ciudad       | Estadio                        |
| Atlético Comalapa          | Chalatenango | Estadio José Gregorio Martínez |
| Brasilia                   | Suchitoto    | Estadio Municipal de Suchitoto |
| Chalatenango               | Chalatenango | Estadio José Gregorio Martínez |
| El Roble                   | Ilobasco     | Estadio Mauricio Vides         |
| Marte Soyapango            | Soyapango    | Cancha Jorge Meléndez          |
| Once Lobos                 | Chalchuapa   | Estadio 11 Lobos               |
| Once Municipal             | Ahuachapán   | Estadio Simeón Magaña          |
| Real Destroyer             | Santa Tecla  | Estadio Chilama                |
| Sonsonate                  | Sonsonate    | Estadio Ana Mercedes Campos    |
| Vendaval                   | Apopa        | Estadio Joaquín Gutiérrez      |

Grupo B
| Clubes - Temporada 2014/15 |                    |                                      |
| Equipo                     | Ciudad             | Estadio                              |
| Aspirantes                 | Jucuapa            | Estadio Municipal de Jucuapa         |
| Audaz                      | Apastepeque        | Estadio La Coyotera                  |
| Ciclón del Golfo           | La Unión           | Estadio Marcelino Imbers             |
| Guadalupano                | Nueva Guadalupe    | Estadio Municipal de Nueva Guadalupe |
| La Asunción                | Anamorós           | Cancha José Eliseo Reyes Barrionuevo |
| Liberal                    | Quelepa            | Cancha Municipal de Quelepa          |
| Firpo                      | Usulután           | Estadio Sergio Torres                |
| Municipal Limeño           | Santa Rosa de Lima | Estadio Ramón Flores Berríos         |
| Platense                   | Zacatecoluca       | Estadio Antonio Toledo Valle         |
| Topilzín                   | Jiquilisco         | Estadio Topilzín                     |

## Sistema de competición
En una temporada existen un Torneo Apertura (agosto a diciembre), y un Torneo Clausura (enero a junio). Los equipos se encuentran divididos en dos grupos (A y B), quienes juegan dos vueltas a visita recíproca cada torneo. Una vez terminada la fase de clasificación, los cuatro mejores clubes de cada grupo pasan a la fase de cuartos de final, en el que el primer lugar del grupo A enfrenta al cuarto lugar de grupo B, el segundo lugar del grupo A enfrenta al tercer lugar del grupo B, el tercer lugar del grupo A enfrenta al segundo lugar del grupo B, y el cuarto lugar del grupo A enfrenta al primer lugar del grupo B. Los cuatro equipos ganadores de esta fase pasarán a disputar la semifinal.
En dicha fase semifinal, el ganador del partido de la fase anterior disputado entre el primer lugar del grupo A y el cuarto lugar del grupo B, jugará contra el ganador de la serie anterior disputada entre el tercer lugar del grupo A y segundo lugar del grupo B. La otra serie se disputará entre el ganador del juego disputado entre el primer lugar del grupo B y cuarto lugar del grupo A, con el ganador del encuentro disputado entre el segundo lugar del grupo A y el tercer lugar del grupo B. Tanto los cuartos de final, como las semifinales, son a visita recíproca.
Los ganadores de las semifinales pasan a la final a juego único, que decidirá el campeón del torneo. Para decidir el campeón de la Liga de Ascenso, los ganadores del Torneo Apertura y Clausura jugarán la final a partido único, y el vencedor obtendrá el derecho de ascender a la Primera División. Si el campeón del Torneo Apertura y el Torneo Clausura es el mismo equipo, asciende de manera directa a Primera División.
Los dos equipos de cada grupo, que sumen la menor cantidad de puntos en la tabla acumulada de clasificación de los Torneos Apertura y Clausura, pasarán a la Tercera División.